# 哈蘭斯堡 (印第安納州)
哈蘭斯堡（英語：Harlansburg）是位於美國印地安納州亨廷頓縣的一個非建制地區。該地的面積和人口皆未知。